# Velebitski kanal
Velebitski kanal je okoli 90 km dolga ožina v Jadranu. Leži pod
Velebitom, največjim gorskim grebenom na vzhodni obali Jadrana.

## Potek kanala
Velebitski kanal, ki ga na eni strani omejuje greben Velebita, se prične pri Novem Vinodolskem v zalivu Žrnovica in se razprostira vse do Novskega Ždrila, ki je obenem vhod v Novigradsko morje. Na drugi strani pa kanal omejujejo otoki: Krk od rta Glavica, Prvić, Goli, Rab in Pag.

## Naselja ob Velebitskem kanalu
Večja naselja ob kanalu so: Barić Draga, Baška, Cesarica, Karlobag, Lukovo, Lukovo Šugarje, Jablanac, Klenovica (južni del), Prizna, Ražanac, Rovanjska, Seline, Senj, Starigrad-Paklenica, Starigrad, Senj, Sveti Juraj, Tribanj, Vinjerac.